# دانشگاه هونگ‌ایک

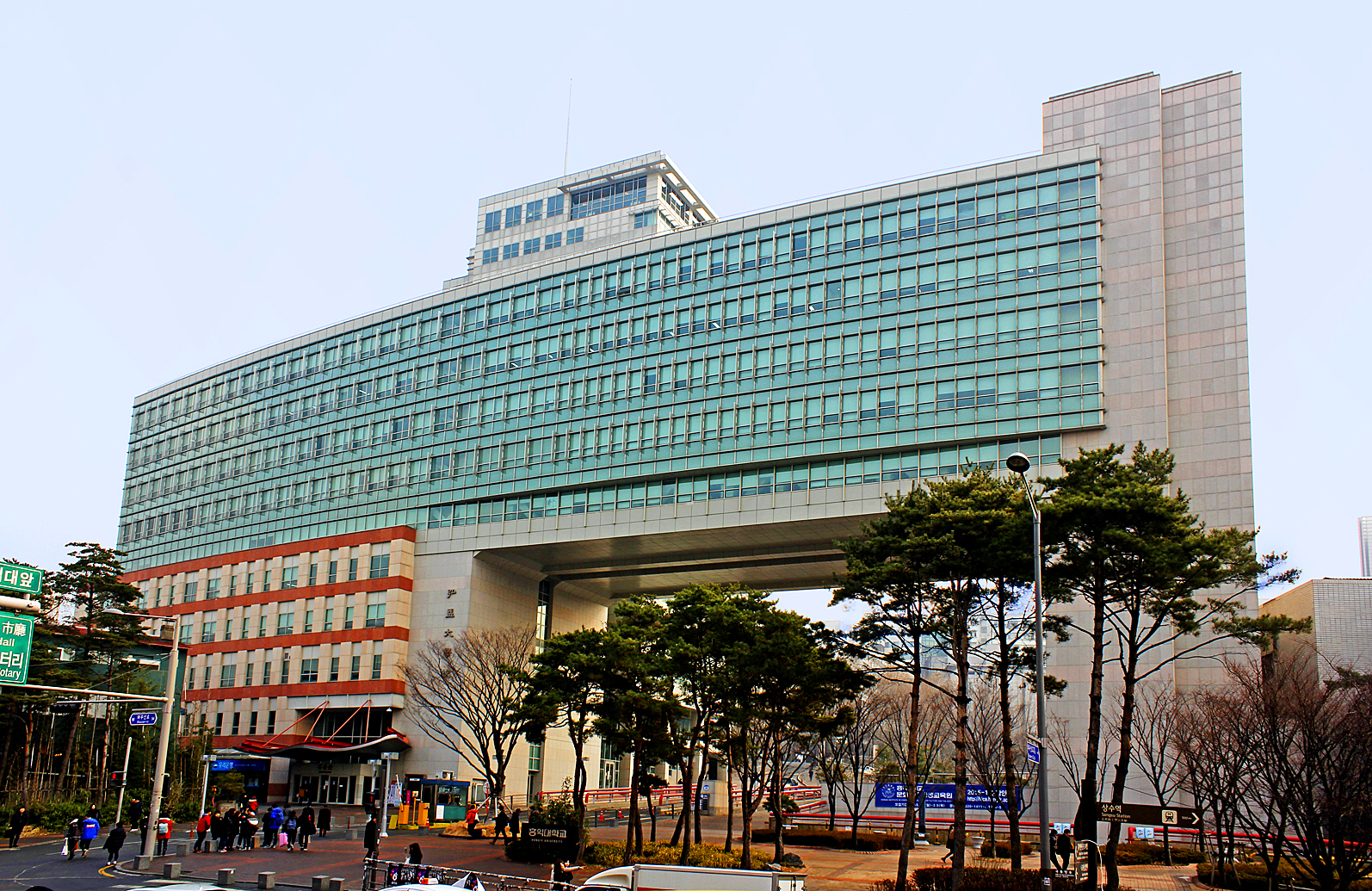
سردر دانشگاه هونگ‌ایک

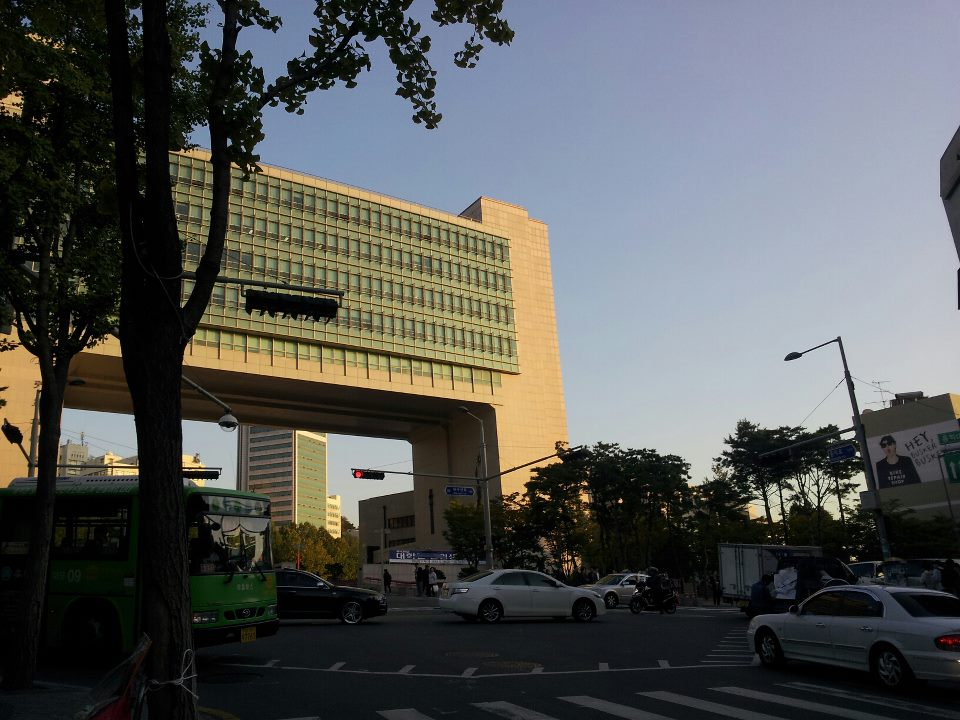
سردر از بلوار هونگ‌ده

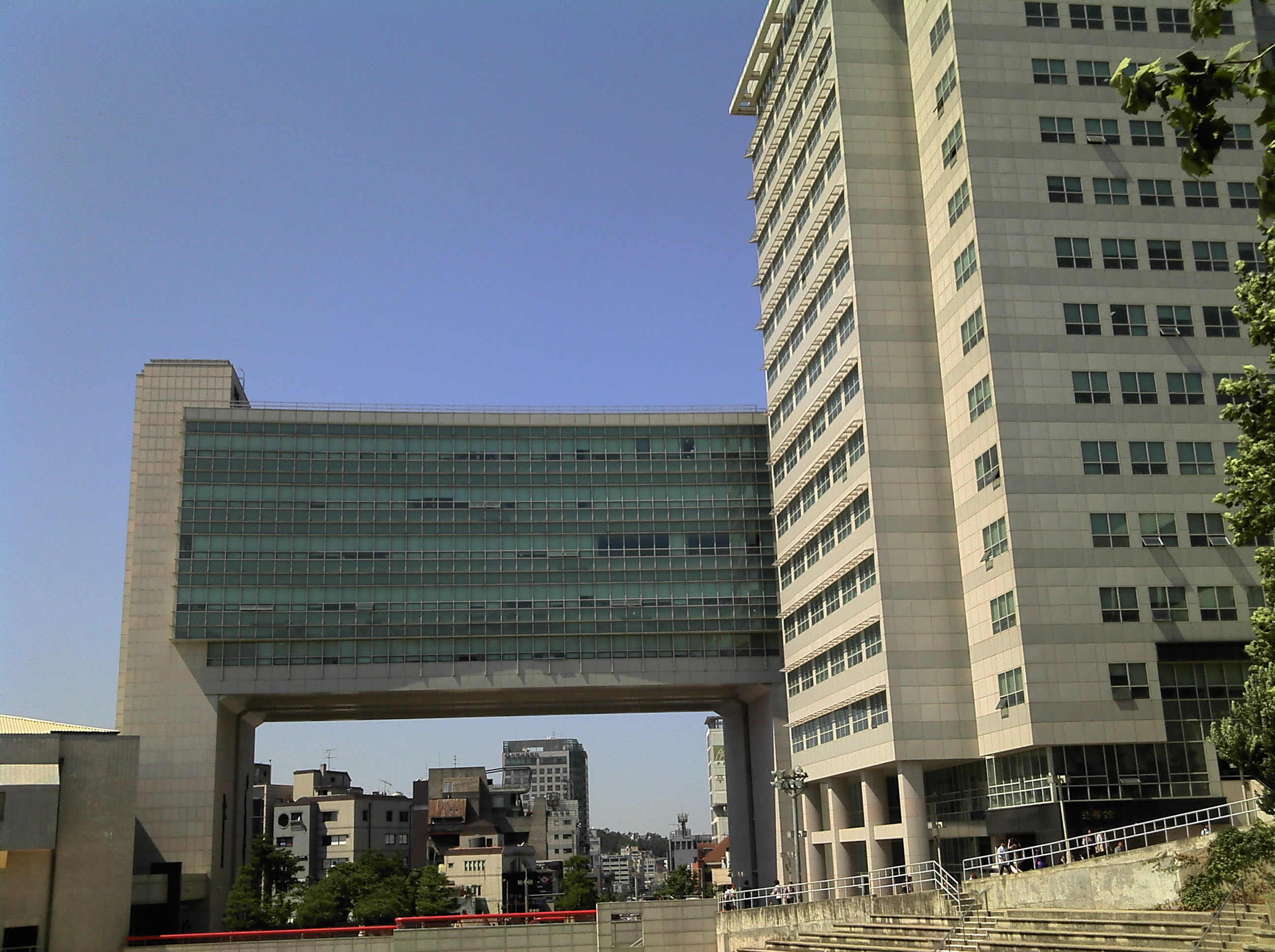
سردر از داخل محوطه دانشگاه

دانشگاه هونگ‌ایک (انگلیسی: Hongik University؛‏ کره‌ای: 홍익대학교 به صورت عامیانه با نام هونگ‌ده نیز شناخته می‌شود) یک دانشگاه واقع شده در ماپو، سئول، کره جنوبی است. این دانشگاه در سال ۱۹۴۶ تأسیس شد. این دانشگاه همچنین یک واحد پردیس در سجونگ سیتی دارد.
نام محاوره‌ای دانشگاه، «هونگ‌ده»، کنایه‌ای از محله هونگ‌ده است. این دانشگاه کمی پس از جنبش استقلال کره تأسیس شد.